# تاتا کافی
تاتا کافی (انگلیسی: Tata Coffee) شرکت صنایع غذایی هندی است، که در سال ۱۹۲۲ تأسیس شد.